# 福岡県立香住丘高等学校
福岡県立香住丘高等学校（ふくおかけんりつかすみがおかこうとうがっこう）は、福岡県福岡市東区香住ヶ丘一丁目にある男女共学の公立高等学校。通称「香住（かすみ）」。

## 概要
福岡県内の公立高校としては初めて英語コースを設置し、2003年度〜2005年度は、文部科学省よりスーパーイングリッシュランゲージハイスクール (SELHi) に指定された。
又、過去にスーパーサイエンスハイスクール (SSH) に指定されていたが、2021年度入学の37期生より指定が除外されている。しかし、科学分野の大会において全国規模で数々の成績を納めている。

### 制服
男子用制服は灰色のズボン・学ラン。女子用制服は夏服が白色セーラー服、冬服は濃紺地に青色ライン・青色リボンのセーラー服。青色は群青色。

## 沿革
※すべて当該年の新年度より実施。
- 1985年（昭和60年） - 開校、学校教育開始。普通科内に一般コースと英語コースを設置。
- 1994年（平成6年） - 英語コースを学科に改組し、英語科が設置される。
- 1998年（平成10年） - 普通科内に数理コミュニケーションコースを設置。

## 教育組織
- 普通科
  - 一般コース（2年次に、文系・理系の選択） - 普通クラス・習熟クラス（2年理系2組 / 文系9組、3年理系 2組/ 文系9組にそれぞれ1クラスずつ設置）
  - 数理コミュニケーションコース
- 英語科

## 学区
普通科一般コースは福岡県第四学区（福岡市のうち東区及び博多区の一部（博多・千代・吉塚中）・糟屋郡・古賀市・福津市・宗像市）。普通科数理コミュニケーションコースは福岡県全域。英語科は福岡県第四・第五・第六学区。

## 交通
- 鉄道:香椎花園前駅、九産大前駅
- バス:西鉄バス香椎花園バス停・福岡女子大前バス停

## 主な出身著名人
- MISIA - 歌手
- 末次由紀 - 漫画家
- 柳澤武 - 教授
- 佐久間奈緒 - バレリーナ
- 長崎真友子 - アナウンサー、株式会社Cheering代表取締役CEO
- 北﨑千香子 - アナウンサー
- 近藤奈央 - 気象予報士
- 辰見鴻之介 - 野球
- 永田崇人 - 俳優
- 平野綾菜 - アナウンサー